# 克劳斯·约翰尼斯
克劳斯·维尔纳·约翰尼斯（羅馬尼亞語：Klaus Werner Iohannis，發音：[ˈkla.us joˈhanis]，發音：[ˈklaʊ̯s joˈhanɪs]；1959年6月13日—），罗马尼亚政治家，2014年11月16日当选第5任罗马尼亚总统，同年12月21日就任，至2025年2月因2024年羅馬尼亞總統選舉引發的憲政爭議而被迫辭職為止。

## 生平
克劳斯·约翰尼斯生於锡比乌，他的父母都是特兰西瓦尼亚撒克逊人，是罗马尼亚的德裔少数民族，该族从12世纪开始定居在特兰西瓦尼亚，父母1992年从锡比乌移民到德国维尔茨堡。约翰尼斯1983年在克卢日-纳波卡市巴比什博雅依大学物理学院毕业后，回到锡比乌担任高中物理教师，1989年到1997年任县副总督学。
约翰尼斯在2000年当选为锡比乌市长，进入政坛，2004年和2008年以压倒性的支持率再次当选。任内锡比乌市成为罗马尼亚最受欢迎的旅游目的地之一，2007年入选欧洲文化之都城市。2013年2月，约翰尼斯接受克林·安东内斯库的邀请成为国家自由党（PNL）成员，并立即被选为党的第一副主席。2009年10月，议会五个党派中的四个，推举他作为罗马尼亚总理候选人，但因总统特拉扬·伯塞斯库拒绝提名而未能成立。同年，他再次被国家自由党和社会民主党提名为总理候选人。
2014年6月28日，约翰尼斯在国家自由党会议上以95%的支持率当选为党主席，并与民主自由党（PDL）组成自由基督教联盟（政党联盟），8月11日，他登记参加11月的总统大选。他在第一轮选举中获得了30.37%的选票，11月16日第二轮选举中，他以56%的选票当选罗马尼亚总统。他于12月21日就职，他在总统竞选集会中承诺打击腐败和改善司法系统。
2019年11月24日，約翰尼斯在第二輪投票以62.9%的支持率擊敗維奧麗卡·登奇勒而成功連任羅馬尼亞總統。
2024年羅馬尼亞總統選舉為憲法法院宣告無效後，約翰尼斯得以續任總統；但此舉引發政壇爭議，約翰尼斯亦面臨反對派議員彈劾。最終他被迫於2025年2月10日宣布辭職，至12日正式卸任，由參議院議長伊利耶·博洛让代理職務。

## 个人生活
约翰尼斯已婚，妻子卡门是锡比乌市格奥尔基·拉扎尔国立学院（Gheorghe Lazăr National College）的英语老师。两人没有孩子。